# 能勢電鉄日生線
日生線（にっせいせん）は、兵庫県川西市の山下駅から川辺郡猪名川町の日生中央駅までを結ぶ能勢電鉄の鉄道路線である。駅ナンバリングで使われる路線記号はNS。
川西市・猪名川町の両市町にまたがる地域に、日本生命保険・新星和不動産が開発した阪急日生ニュータウンへのアクセスのために建設された。路線の約34%がトンネルとなっている。それ以外の部分の大半は高架線で、踏切は1つもない。

## 路線データ
- 路線距離（営業キロ）：2.6km[2]
- 軌間：1435mm[2]
- 駅数：2駅（起終点駅含む）[2]
- 複線区間：全線
- 電化区間：全線電化（直流1500V）
- 閉塞方式：自動閉塞式
- 最高速度：80km/h[1]

## 運行形態
山下駅で妙見線に乗り入れて川西能勢口駅に直通する列車が中心に運行されている。早朝と深夜には線内折り返し列車があり、深夜の下り最終列車1本前以外は妙見線妙見口 - 川西能勢口間で運行されている列車に接続しない。平日朝夕のラッシュ時には、阪急宝塚線直通の特急「日生エクスプレス」が日生中央 - 川西能勢口 - 阪急大阪梅田間に運転されている。日生エクスプレスを除く全ての列車がワンマン列車である。
日生中央駅南方にある山の原ゴルフクラブで開催されるつるやオープンゴルフトーナメントの開催期間中において、臨時ダイヤを組むことがある。
日生エクスプレスの運行の無い土曜日には、日生急行が川西能勢口行きのみ運行されていたが、2017年3月18日のダイヤ改正で廃止された。ただし、ダイヤ乱れが発生した場合には当路線で通常運行している4両編成により同一の時刻と停車駅で日生急行として川西能勢口駅から運行することがある。なお、この場合でも駅ホームの発車表示では「特急」と表示される。

## 歴史
- 1976年（昭和51年）5月20日 - 起工式。
- 1978年（昭和53年）12月12日 - 山下 - 日生中央間が開業[4][5]。
- 1995年（平成7年）3月26日 - 架線電圧を600Vから1500Vに昇圧[4][6]。
- 1997年（平成9年）11月16日 - ダイヤ改正。最高速度を60km/hから80km/hに向上。特急「日生エクスプレス」を新設（翌日から運行開始[4]）。平日日中および土休日にワンマン運転を開始[7]。
- 2000年（平成12年）6月4日 - 平日夕方においてワンマン運転を開始[7]。
- 2003年（平成15年）5月6日 - 日生エクスプレスを除き終日ワンマン運転を開始[4]。
- 2013年（平成25年）12月21日 - 全駅に駅ナンバリング導入。
- 2017年（平成29年）3月18日 - 日生急行を廃止[3]。
- 2022年（令和4年）12月17日 - ダイヤ改正。妙見線に直通する列車を基本とし、線内折り返し列車を早朝と深夜のみに限定、土曜ダイヤ廃止[8]。

## 駅一覧
- 全駅兵庫県内に所在。
- 特急「日生エクスプレス」：平日朝に日生中央発阪急大阪梅田行き、平日夕方に阪急大阪梅田発日生中央行きを運転。日生線内は各駅に停車。妙見線内の停車駅は「能勢電鉄妙見線」を参照。

| 駅番号       | 駅名         | 営業キロ     | 接続路線                                                                     | 所在地                                                                       |
| ------------ | ------------ | ------------ | ---------------------------------------------------------------------------- | ---------------------------------------------------------------------------- |
| 直通運転区間 | 直通運転区間 | 直通運転区間 | 山下駅から ○特急「日生エクスプレス」…妙見線経由で 阪急宝塚本線大阪梅田駅まで | 山下駅から ○特急「日生エクスプレス」…妙見線経由で 阪急宝塚本線大阪梅田駅まで |
| NS10         | 山下駅       | 0.0          | 能勢電鉄： 妙見線                                                            | 川西市                                                                       |
| NS21         | 日生中央駅   | 2.6          |                                                                              | 川辺郡 猪名川町                                                              |

## 新駅計画
日生線建設当時、土地を提供した一庫自治会が日生中央 - 山下間に駅の設置を要望しており、1985年には早期開発を目指すとする協定書を締結したものの、利用客が見込めないことから断念されている。2008年12月10日には川西市議会で再び新駅設置の計画が発表されている。

## 延伸計画

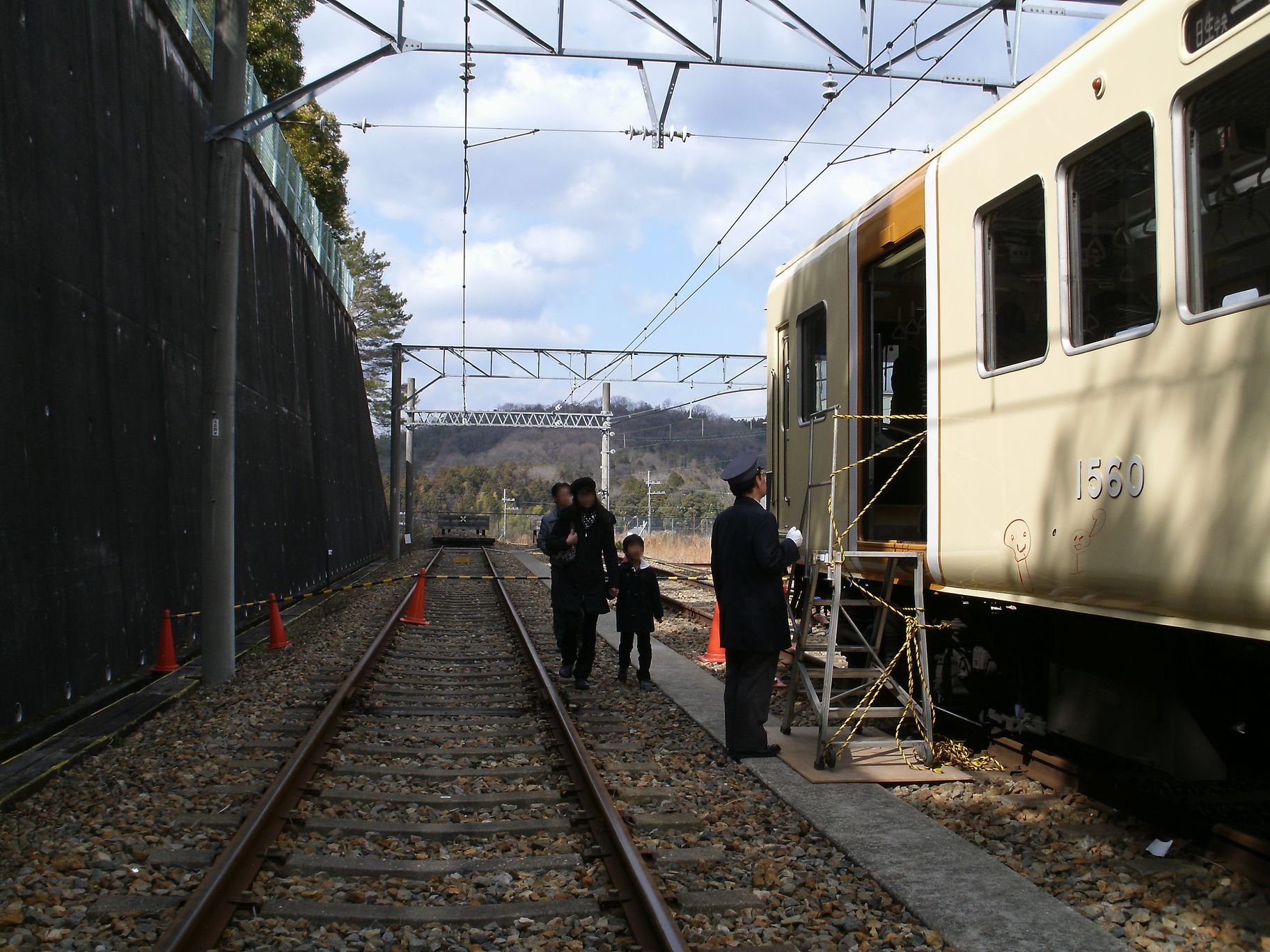
日生中央駅の留置線末端部

日生中央駅ホームを過ぎると2本の留置線がある。この留置線を本線とし、更に猪名川パークタウン（イオンモール猪名川の付近）まで延伸する計画案がかつてあったものの、環境問題などから頓挫している。